# Élection présidentielle iranienne de 2017
L'élection présidentielle iranienne de 2017 se déroule le 19 mai afin d'élire le président de la république islamique d'Iran.
Le candidat du Parti de la modération et du développement, Hassan Rohani, un modéré soutenu par un grand nombre de réformistes, est réélu dès le premier tour avec 57,14 % des voix, face à trois autres candidats dont notamment le conservateur Ebrahim Raïssi, de l'Association du clergé militant.

## Mode de scrutin
Le président de la République islamique d'Iran est élu au scrutin uninominal majoritaire à deux tours pour un mandat de quatre ans, renouvelable une seule fois de manière consécutive.

## Candidatures
Six candidatures ont été validées par le Conseil des gardiens de la Constitution :
- Hassan Rohani, le président sortant ;
- Eshaq Jahangiri, premier vice-président d’Hassan Rohani ;
- Mostafa Hashemitaba ancien ministre des Mines et de l'Industrie ;
- Ebrahim Raïssi, gardien du mausolée de l'imam Reza ;
- Mohammad Ghalibaf, maire de Téhéran ;
- Mostafa Mir-Salim (en), ancien ministre de la Culture et de l'Orientation islamique.

1 636 candidats, dont 137 femmes, s'étaient inscrits pour cette élection mais le Conseil des gardiens de la Constitution — contrôlé par les religieux conservateurs — n’a approuvé la candidature d’aucune des femmes qui s’étaient inscrites. La candidature de l'ancien président Mahmoud Ahmadinejad (2005-2013) a également été rejetée par le Conseil.
Le 15 mai 2017, le candidat conservateur Mohammad Ghalibaf a retiré sa candidature au profit d'Ebrahim Raïssi. Le vice-président sortant Eshaq Jahangiri renonce également à se présenter, au profit d'Hassan Rohani,.
Si les deux principaux candidats sont Hassan Rohani, conservateur modéré soutenu par de nombreux réformistes, et le conservateur Ebrahim Raïssi, restent donc également en lice l'ancien vice-président Mostafa Hashemitaba (réformiste) et le conservateur Mostafa Mir-Salim.

## Déroulement de l'élection
Les bureaux de vote, généralement situé dans les écoles, ouvrent de 8 heures à 20 heures pour les derniers. Devant l'affluence, la fermeture est repoussée à minuit.

## Résultats
| Candidats                 | Candidats                 | Partis                                     | Voix       | %     |
| ------------------------- | ------------------------- | ------------------------------------------ | ---------- | ----- |
|                           | Hassan Rohani             | Parti de la modération et du développement | 23 636 652 | 57,14 |
|                           | Ebrahim Raïssi            | Association du clergé militant             | 15 835 794 | 38,28 |
|                           | Mostafa Mir-Salim (en)    | Parti de la coalition islamique            | 478 267    | 1,16  |
|                           | Mostafa Hashemitaba       | Parti des cadres de la construction        | 214 441    | 0,52  |
|                           |                           |                                            |            |       |
| Votes valides             | Votes valides             | Votes valides                              | 40 165 154 | 97,10 |
| Votes blancs ou invalides | Votes blancs ou invalides | Votes blancs ou invalides                  | 1 200 931  | 2,90  |
| Total                     | Total                     | Total                                      | 41 366 085 | 100   |
| Abstentions               | Abstentions               | Abstentions                                | 15 044 149 | 26,66 |
| Inscrits/Participation    | Inscrits/Participation    | Inscrits/Participation                     | 56 410 234 | 73,33 |